# Una sconosciuta nell'ombra
Una sconosciuta nell'ombra (Stranger with My Face) è un film per la televisione del 2009 diretto da Jeff Renfroe, ispirandosi al romanzo di Lois Duncan.

## Trama
Dopo la scioccante e prematura morte del marito, Shelley Stratton va insieme alle sue figlie Alexis e Laurie, alla loro remota residenza estiva, molto distante da casa loro, con la speranza di dare alle sue figlie un nuovo inizio. Il delicato stato della famiglia comincia a dipanare quando Laurie scopre il passato oscuro della sorella gemella che lei non sapeva di avere.